# Södra Abborrtjärnen (Glava socken, Värmland)
Södra Abborrtjärnen är en sjö i Arvika kommun i Värmland och ingår i Göta älvs huvudavrinningsområde.